# Beutuebo
Beutuebo (Beauquiechos), jedna od lokalnih skupina Mbaya Indijanaca, jezična porodica Guaycuruan, nastanjeno u 18. stoljeću negdje u južnim predjelima brazilske države Mato Grosso do Sul. Spominje ih Azara 1809. kao Beutuebo, i Castelnau (1890) kao Beauquiechos u blizini paragvajske granice. Kasnije odlaze u Mirandu.  O njima je malo poznato. Nestali su.